# Christine Reiler

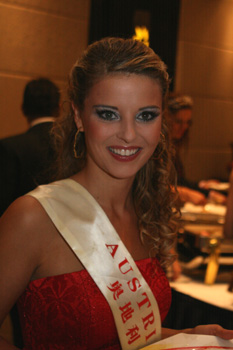
Christine Reiler bei der Miss-World-Wahl in Sanya (2007)

Christine Reiler (* 25. März 1982 in Mödling, Niederösterreich) ist ein österreichisches Model und Werbetestimonial sowie eine Theaterschauspielerin, Moderatorin und Ärztin. Bekanntheit erlangte sie 2007, als sie zur Miss Austria gekürt wurde.

## Leben
Als Tochter eines Arztes studierte auch Reiler Medizin; zum Zeitpunkt ihrer Wahl zur Miss Austria war sie im zweiten Abschnitt. Nach ihrer Wahl posierte sie im Bikini für eine Fotoserie von Manfred Baumann. Bei der Wahl zur Miss World im Dezember 2007 erreichte Reiler das Halbfinale.
Ab Februar 2008 warb Reiler als Model für den Otto-Versand Österreich. Weiters war und ist sie als Werbetestimonial für Pearle, Dr. Böhm, Novaroyal und viele andere tätig. Im Jahr 2008 nahm sie an der vierten Staffel der österreichischen Tanzshow Dancing Stars teil und schied in der vierten Folge aus.
2010 gab ihr Felix Dvorak die Hauptrolle in Karl Farkas’ Komödie Adel verpflichtet beim Theaterfestival im Schloss Weitra. Sie nahm auch bei der Aufführung von Charlies Tante im folgenden Jahr teil.
Im Jahr 2011 schloss Reiler das Medizinstudium ab und promovierte. Anschließend vollendete sie die Ausbildung zur Ärztin der Allgemeinmedizin und begann eine Ausbildung zur Fachärztin der Dermatologie.
Zeitweilig war sie Gesundheits-Kolumnistin für die Kronen Zeitung. Seit 2015 gestaltete Reiler ihre eigene Gesundheitsrubrik „Gesund und munter mit Dr. Reiler“ im Rahmen des Frühstücksfernsehens des ORF „Guten Morgen Österreich“. 2018 folgte sie Ricarda Reinisch-Zielinski als Moderatorin der ORF-Sendung „Bewusst gesund“ nach. Seit Mai 2021 ist sie als Arbeitsmedizinerin des ORF tätig.
Privat war Reiler von 2007 bis 2009 mit dem Schwimmer Markus Rogan liiert. Ab 2012 war sie mit Markus Flasch, dem CEO von BMW Motorrad, zusammen. Im Jahr 2017 brachte sie einen Sohn zur Welt, 2019 eine Tochter. Das Paar heiratete 2015; im Jänner 2025 wurde ihre Scheidung bekannt.

## Publikationen
- 2020: Meine besten Hausmittel: aus Küche und Garten, mit Fotografien von Harald Eisenberger, Kneipp Verlag/Verlagsgruppe Styria, Wien 2020, ISBN 978-3-7088-0766-9
- 2023: Inneres Strahlen & Natürliche Schönheit: Meine besten Hausmittel, Kneipp Verlag/Verlagsgruppe Styria, Wien 2023, ISBN 978-3-7088-0822-2